# Sedlec (zámek, okres Karlovy Vary)
Zámek Sedlec se nachází na okraji Sedlce, místní části Karlových Varů. V minulosti okolo vedla stezka na Přemilovice.

## Historie
Původně barokní zámeček s panským pivovarem byl vystavěn zřejmě ve druhé polovině 17. století při cestě ke dvoru Přemilovice. Po přičlenění vsi k ostrovskému panství byl krátce po roce 1690 zámek upraven. Na jaře 1698 zde vzhledem k blízkosti ke Karlovým Varům pobýval sasko-lauenburský markraběcí dvůr. Během 19. století prošel řadou dalších úprav a to v souvislosti s těžbou kaolinu a výrobou porcelánu. Během těchto přestaveb získal současnou klasicistní podobu. V roce 1927 prošel další přestavbou, při níž přibylo východní křídlo. V té době zde sídlila společnost Zentralverwaltung der Zettlitzer Kaolin-Werke A.G. (Ústřední správa sedleckých kaolinových dolů). V roce 1937 přibyl při zadním severním průčelí patrový přístavek a před zámkem vznikl povrchový kaolinový důl Pfeiffer-Lorenz (od roku 1952 důl Sedlec). Od dubna 1958 v zámeckém areálu sídlilo ředitelství národního podniku Keramické a sklářské suroviny Sedlec. Na začátku 90. let 20. století prošel privatizací, při které v roce 1993 přešel na společnost Keramické suroviny Božičany, v roce 1995 přeměněné na akciovou společnost Sedlecký kaolin. Dnes jej vlastní ruská firma Green Forest. Ta se o zámek nestarala a nechala ho zchátrat. Přesto se po roce 2010 objevily snahy o záchranu zámku formou zápisu na seznam kulturních památek. Tyto snahy zastavil požár ze 23. července 2012, a zámek tak zřejmě směřuje ke svému definitivnímu konci.